# 646 г. пр.н.е.

## Събития

### В Азия

#### В Асирия
- Цар на Асирия е Ашурбанипал (669/8 – 627 г. пр.н.е.).[1]
- Цар Кандалану (648/7 – 627 г. пр.н.е.) управлява Вавилон като подчинен на асирийския цар.[2]

#### В Елам
- Асирийските войски отново върлуват из Елам, поради завръщането на Хума-Халдаш III (648 – 647 и след кратко прекъсване до 646 г. пр.н.е.). Еламитския цар е неспособен да окаже съпротива и отново се укрива в планинските части на Елам.[3]
- Ашурбанипал разрушава столицата Суза, разграбва царската съкровищница, нарежда статуите на божества и еламитски царе да бъдат отнесени в Асирия и заповядва земята да бъде посипана със сол. Асирийците депортират части от населението и отвеждат големите стада от селскостопански животни, които са основата на благосъстоянието на Елам.[4]
- Елам е съсипан дотолкова, че повече не е в състояние да бъде важна политическа сила, а Хума-Халдаш III и царете след него, които управляват предимно планинските области, никога не представляват сериозна заплаха за Асирия.[4]

### В Африка

#### В Египет
- Псаметих (664 – 610 г. пр.н.е.) е фараон на Египет.[5][6]